# Список умерших в 1261 году

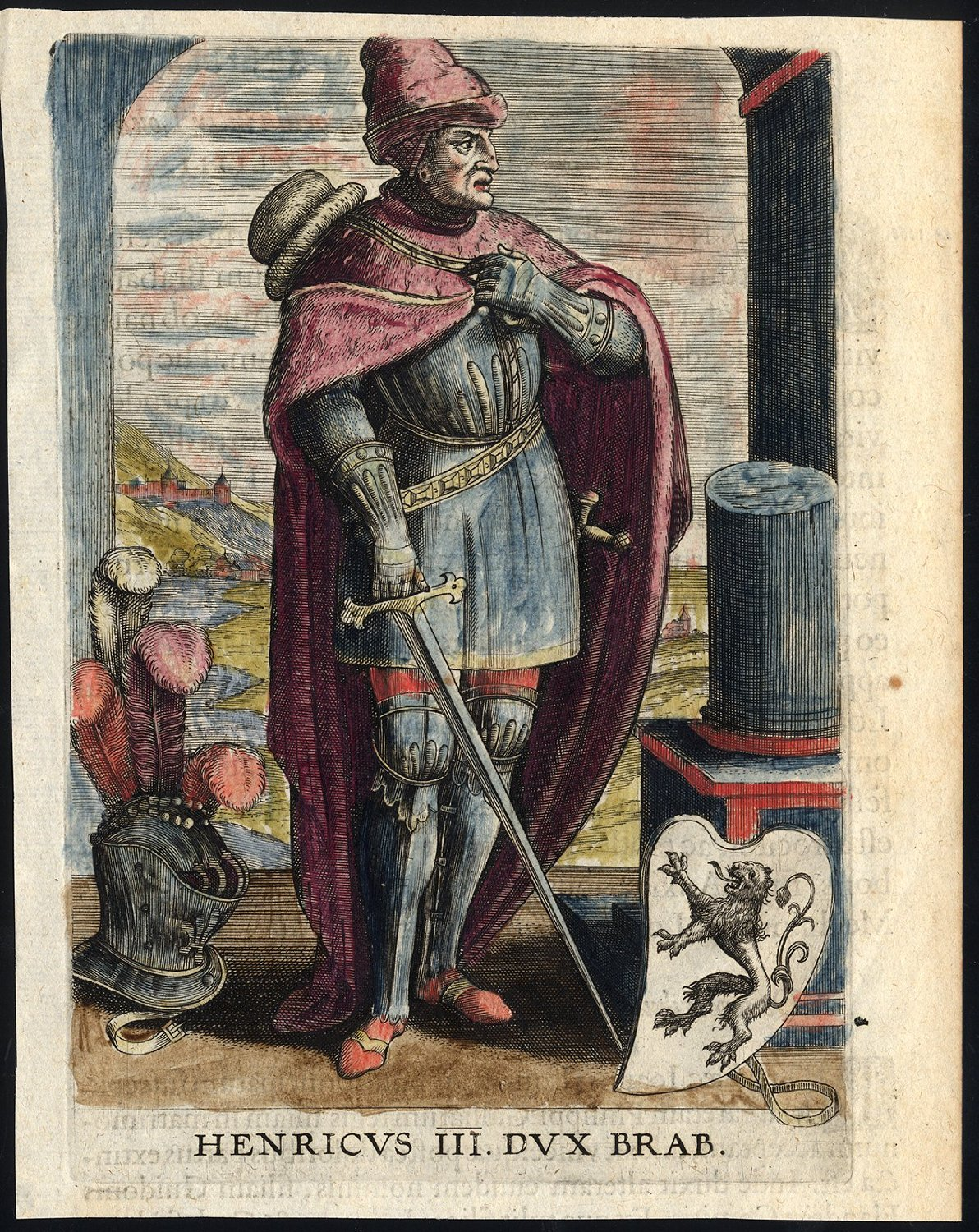
Генрих III Добродушный

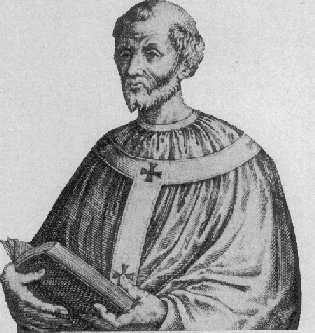
Александр IV

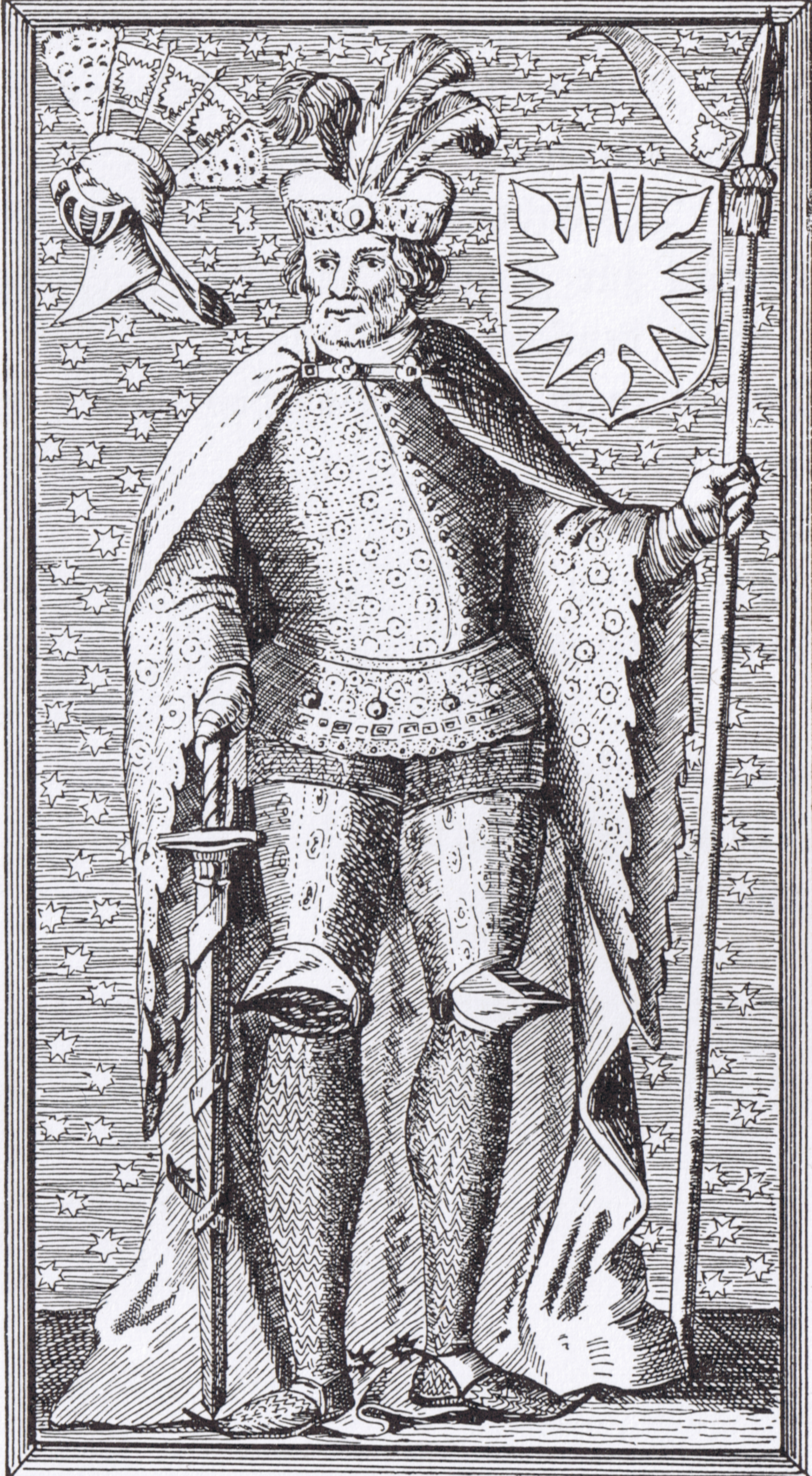
Адольф IV Гольштейнский

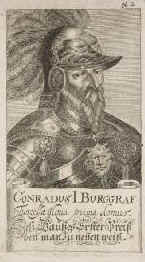
Конрад I

В этой статье представлен список известных людей, умерших в 1261 году.
См. также: Категория:Умершие в 1261 году

## Февраль
- 28 февраля — Генрих III Добродушный — герцог Брабанта (1248—1261)

## Май
- 4 мая — Энгельхард фон Доллинг[нем.] — епископ Айхштета (1259—1261)
- 25 мая — Александр IV — папа римский (1254—1261)

## Июль
- 8 июля — Адольф IV Гольштейнский — граф Шауэнбурга (1225—1238), граф Гольштейна (1227—1238)

## Август
- 24 августа — Эла — графиня Солсбери (1196—1261)
- Джон Фицджеральд — первый барон Десмонд, погиб в битве при Калланне (англ.)
- Финген Маккарти[англ.] — король Десмонда (1251—1261). победитель битвы при Калланне (англ.)

## Сентябрь
- 18 сентября — Конрад фон Гохштаден — архиепископ Кёльна (1238—1261)
- Плезанция Антиохийская — королева-консорт Кипра (1250—1254), жена Генриха I Толстого де Лузиньян, регент Кипрского королевства (1254—1261), регент Иерусалимского королевства (1254—1261)

## Октябрь
- 27 октября — Санчо Кастильский[англ.] — архиепископ Толедо (1259—1261)

## Ноябрь
- 2 ноября — Беттизиа Гоццадини — итальянский юрист, профессор права в Болонском университете; первая женщина — преподаватель ВУЗа.
- 9 ноября — Санча Прованская — королева-консорт Германии (1257—1261), жена Ричарда Корнуоллскиого.
- 24 ноября — Ходзё Сигэтоки (63), японский военный и государственный деятель периода Камакура, 3-й рокухара-тандай (1230—1247) и 2-й рэнсё (1247—1256).
- 27 ноября — Аль-Мустансир II — первый халиф Мамлюкского султаната (1261).

## Дата неизвестна или требует уточнения
- Абу Бакр Ибн Саид ал-Нас[англ.] — мусульманский теолог.
- Андрей Владимирович, удельный князь Углицкий (1249—1261).
- Бенгта Сунесдоттер, шведская дворянка, центральная фигура одного из ряда инцидентов, известных как «Похищение дев из Вреты».
- Видекинд фон Гойа[нем.] — епископ Миндена (1253—1261).
- Всеволод Ярополкович, князь Черниговский (1246—1261).
- Гасан-Джалал Дола — армянский князь Хачена (1214—1261), родоначальник княжеского рода Гасан-Джалалянов, казнён монголами
- Караман-бей — основатель и первый правитель государств Караманидов (вассал Конийского султаната) (1256—1261)
- Кнут Хоконссон — норвежский ярл, последний баглерский претендент на королевский престол в 1226—1227 годах.
- Кодрагпа Соднам-чжалцан[нем.] — тибетский учитель буддизма, основатель школы кобрагпа.
- Конрад I — бургграф Нюрнберга (1218—1261) из дома Гогенцоллернов, правитель графства Цоллерн, родоначальник франконской ветви Гогенцоллернов
- Никифор II — константинопольский патриарх (1260—1261).
- Цинь Цзюшао — китайский математик, дата смерти предположительна.
- Шахиншах I, правитель Армении.
- Этьен де Бурбон, французский инквизитор — доминиканец, проповедник.